# Schenklengsfeld
Schenklengsfeld ist eine Gemeinde im osthessischen Landkreis Hersfeld-Rotenburg.

## Geografie

### Geografische Lage

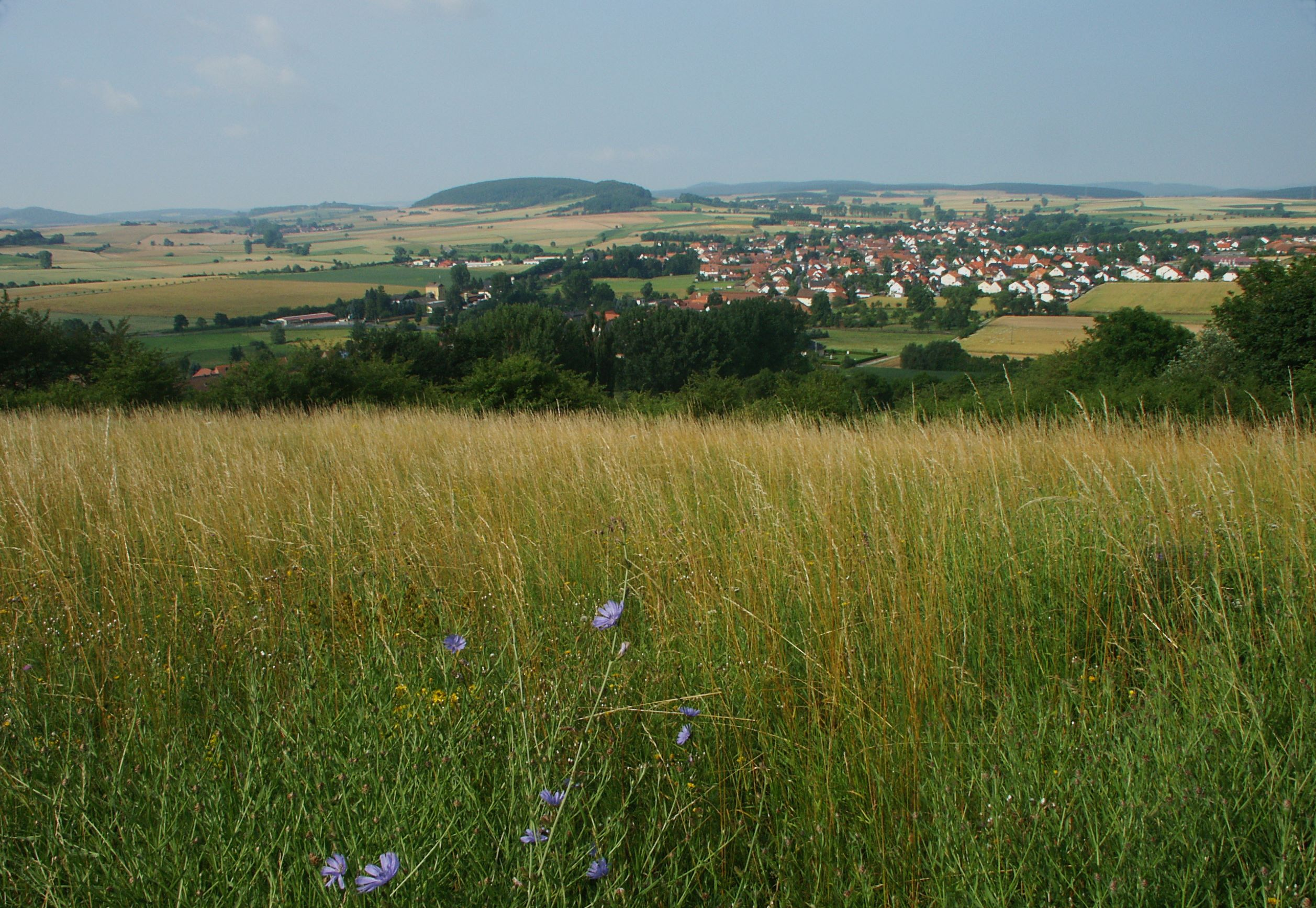
Blick auf den Kernort Schenklengsfeld

Die Gemeinde Schenklengsfeld liegt in den Ausläufern der Kuppenrhön zwischen dem Seulingswald im Norden und dem Hessischen Kegelspiel im Süden. Etwa 8 km westnordwestlich liegt Bad Hersfeld und circa 17 km südsüdwestlich Hünfeld (je Luftlinie). Sie befindet sich auf einer fruchtbaren Hochebene. Im Westen fällt das Gelände zur Fulda hin ab und im Osten zum Werratal. Bei Schenklengsfeld verläuft ein Teil der Wasserscheide zwischen diesen beiden Flüssen. In der Nachbargemeinde Eiterfeld entspringt der kleine Fluss Solz, der in Bad Hersfeld in die Fulda mündet. Weiterhin liegt die Quelle des Ransbachs hier, der bei Philippsthal in die Werra fließt.
Der tiefste Punkt der Gemarkung liegt mit 225 m ü. NN in der Solzaue. Der höchste Punkt in der Gemarkung ist der 511 m ü. NN hohe Landecker Berg.

### Nachbargemeinden
Schenklengsfeld grenzt im Norden an die Stadt Bad Hersfeld und die Gemeinde Friedewald, im Osten an die Gemeinde Hohenroda (alle drei im Landkreis Hersfeld-Rotenburg), im Süden an die Gemeinde Eiterfeld (im Landkreis Fulda) sowie im Westen an die Gemeinde Hauneck (im Landkreis Hersfeld-Rotenburg).

### Gemeindegliederung
Die Gemeinde besteht aus den Ortsteilen Schenklengsfeld, Dinkelrode, Erdmannrode, Hilmes, Konrode, Lampertsfeld, Landershausen, Malkomes, Oberlengsfeld, Schenksolz, Unterweisenborn, Wehrshausen, Wippershain und Wüstfeld.

## Geschichte

Die evangelische Mauritiuskirche

### Ortsgeschichte
Der Ort Schenklengsfeld wurde um das Jahr 800 als Lengesfeld in Thuringia im Breviarium Lulli des Klosters Hersfeld bekanntermaßen das erste Mal erwähnt und entwickelte sich schnell zu einem Amtsort mit Vogtei, Gericht und Amtmann. Ein Galgen wird noch 1688 erwähnt. Ab 1648 gehörte Schenklengsfeld mit dem gesamten Amt Landeck zur Landgrafschaft Hessen-Kassel und war reformiert-protestantisch. Während der Zeit des napoleonischen Königreichs Westphalen (1807–1813) war Schenklengsfeld Hauptort und Sitz des Friedensgerichts des Kantons Landeck. Danach wurde die Gerichtsfunktion von Justizamt Schenklengsfeld und dann vom Amtsgericht Schenklengsfeld wahrgenommen.
Im Jahre 1455 wurde bei Lengsfeld ein Gesundbrunnen erwähnt. Neben dieser Quelle entsprangen im Jahre 1688 zwei weitere Quellen. Ab dem 23. April 1688 gab es daraufhin für mehrere Jahre einen Badebetrieb mit Brunnenhaus, betreut von dem Badearzt Dr. Bachoff aus Gotha.
Der Ort hatte von 1912 bis 1993 mit der Hersfelder Kreisbahn eine Schienenanbindung nach Bad Hersfeld und ins Werratal nach Heimboldshausen. Das Betriebsgelände der ehemaligen Kreisbahn am alten Bahnhof ist noch vorhanden. Am 11. September 2009 erwarb der Förderverein Werra-Fulda-Bahn e. V. dieses zusammen mit der Teilstrecke nach Heimboldshausen von der Hessischen Landesbahn. 

### Eingemeindungen
Die kleine Gemeinde Lampertsfeld wurde bereits am 1. April 1962 nach Schenklengsfeld eingemeindet. Die Großgemeinde entstand in den Jahren 1971 und 1972 im Zuge der Gebietsreform in Hessen. Bereits am 1. Februar 1971 wurden die Gemeinden Konrode, Oberlengsfeld,  Unterweisenborn und Wehrshausen auf freiwilliger Basis eingegliedert. Am 31. Dezember 1971 folgten die Gemeinden Dinkelrode, Landershausen, Malkomes und Schenksolz. Am 1. August 1972 kamen die Gemeinden Erdmannrode (aus dem Landkreis Hünfeld), Hilmes, Wippershain und Wüstfeld kraft Landesgesetz hinzu.
Für alle bei der Gebietsreform eingegliederten Gemeinden sowie für die Kerngemeinde mit Lampertsfeld wurden Ortsbezirke mit Ortsbeirat und Ortsvorsteher nach der Hessischen Gemeindeordnung gebildet.

### Verwaltungsgeschichte im Überblick
Die folgende Liste zeigt die Staaten und Verwaltungseinheiten, denen Schenklengsfeld angehört(e):
- vor 1648: Heiliges Römisches Reich, Fürstentum Hersfeld, Amt Landeck
- 1648–1806: Heiliges Römisches Reich, Landgrafschaft Hessen-Kassel, Fürstentum Hersfeld, Amt Landeck
- 1807–1813: Königreich Westphalen, Departement der Werra, Distrikt Hersfeld, Kanton Landeck
- ab 1815: Kurfürstentum Hessen, Fürstentum Hersfeld, Amt Landeck[9]
- ab 1821/22: Kurfürstentum Hessen, Provinz Fulda, Kreis Hersfeld[10][Anm. 2]
- ab 1848: Kurfürstentum Hessen, Bezirk Hersfeld
- ab 1851: Kurfürstentum Hessen, Provinz Fulda, Kreis Hersfeld
- ab 1867: Königreich Preußen, Provinz Hessen-Nassau, Regierungsbezirk Kassel, Kreis Hersfeld
- ab 1871: Deutsches Reich, Königreich Preußen, Provinz Hessen-Nassau, Regierungsbezirk Kassel, Kreis Hersfeld
- ab 1918: Deutsches Reich, Freistaat Preußen, Provinz Hessen-Nassau, Regierungsbezirk Kassel, Kreis Hersfeld
- ab 1944: Deutsches Reich, Freistaat Preußen, Provinz Kurhessen, Landkreis Hersfeld
- ab 1945: Deutsches Reich, Amerikanische Besatzungszone, Groß-Hessen, Regierungsbezirk Kassel, Landkreis Hersfeld
- ab 1946: Deutsches Reich, Amerikanische Besatzungszone, Hessen, Regierungsbezirk Kassel, Landkreis Hersfeld
- ab 1949: Bundesrepublik Deutschland, Hessen, Regierungsbezirk Kassel, Landkreis Hersfeld
- ab 1972: Bundesrepublik Deutschland, Hessen, Regierungsbezirk Kassel, Landkreis Hersfeld-Rotenburg

## Bevölkerung

### Einwohnerstruktur 2011
Nach den Erhebungen des Zensus 2011 lebten am Stichtag, dem 9. Mai 2011, in Schenklengsfeld 4609 Einwohner. Darunter waren 60 (1,3 %) Ausländer, von denen 39 aus dem EU-Ausland, 12 aus anderen europäischen Ländern und 9 aus anderen Staaten kamen. (Bis zum Jahr 2020 erhöhte sich die Ausländerquote auf 2,8 %.) Nach dem Lebensalter waren 768 Einwohner unter 18 Jahren, 1797 zwischen 18 und 49, 1029 zwischen 50 und 64 und 1017 Einwohner waren älter. Die Einwohner lebten in 1930 Haushalten. Davon waren 452 Singlehaushalte, 541 Paare ohne Kinder und 736 Paare mit Kindern, sowie 173 Alleinerziehende und 28 Wohngemeinschaften. In 144 Haushalten lebten ausschließlich Senioren und in 417 Haushaltungen leben keine Senioren.

### Einwohnerentwicklung
| Schenklengsfeld: Einwohnerzahlen von 1834 bis 2020 | Schenklengsfeld: Einwohnerzahlen von 1834 bis 2020 | Schenklengsfeld: Einwohnerzahlen von 1834 bis 2020 | Schenklengsfeld: Einwohnerzahlen von 1834 bis 2020 | Schenklengsfeld: Einwohnerzahlen von 1834 bis 2020 |
| --- | -------------------------------------------------- | -------------------------------------------------- | -------------------------------------------------- | -------------------------------------------------- |
| Jahr |                                                    |                                                    |                                                    | Einwohner                                          |
| 1834 | 1834                                               |                                                    | 1.156                                              | 1.156                                              |
| 1840 | 1840                                               |                                                    | 1.226                                              | 1.226                                              |
| 1846 | 1846                                               |                                                    | 1.362                                              | 1.362                                              |
| 1852 | 1852                                               |                                                    | 1.336                                              | 1.336                                              |
| 1858 | 1858                                               |                                                    | 1.322                                              | 1.322                                              |
| 1864 | 1864                                               |                                                    | 1.249                                              | 1.249                                              |
| 1871 | 1871                                               |                                                    | 1.121                                              | 1.121                                              |
| 1875 | 1875                                               |                                                    | 1.165                                              | 1.165                                              |
| 1885 | 1885                                               |                                                    | 1.108                                              | 1.108                                              |
| 1895 | 1895                                               |                                                    | 1.016                                              | 1.016                                              |
| 1905 | 1905                                               |                                                    | 938                                                | 938                                                |
| 1910 | 1910                                               |                                                    | 926                                                | 926                                                |
| 1925 | 1925                                               |                                                    | 1.169                                              | 1.169                                              |
| 1939 | 1939                                               |                                                    | 1.155                                              | 1.155                                              |
| 1946 | 1946                                               |                                                    | 1.648                                              | 1.648                                              |
| 1950 | 1950                                               |                                                    | 1.738                                              | 1.738                                              |
| 1956 | 1956                                               |                                                    | 1.684                                              | 1.684                                              |
| 1961 | 1961                                               |                                                    | 1.657                                              | 1.657                                              |
| 1967 | 1967                                               |                                                    | 1.627                                              | 1.627                                              |
| 1970 | 1970                                               |                                                    | 1.609                                              | 1.609                                              |
| 1973 | 1973                                               |                                                    | 4.730                                              | 4.730                                              |
| 1975 | 1975                                               |                                                    | 4.726                                              | 4.726                                              |
| 1980 | 1980                                               |                                                    | 4.578                                              | 4.578                                              |
| 1985 | 1985                                               |                                                    | 4.570                                              | 4.570                                              |
| 1990 | 1990                                               |                                                    | 4.811                                              | 4.811                                              |
| 1995 | 1995                                               |                                                    | 4.944                                              | 4.944                                              |
| 2000 | 2000                                               |                                                    | 4.886                                              | 4.886                                              |
| 2005 | 2005                                               |                                                    | 4.728                                              | 4.728                                              |
| 2010 | 2010                                               |                                                    | 4.619                                              | 4.619                                              |
| 2011 | 2011                                               |                                                    | 4.609                                              | 4.609                                              |
| 2015 | 2015                                               |                                                    | 4.527                                              | 4.527                                              |
| 2020 | 2020                                               |                                                    | 4.336                                              | 4.336                                              |
| Datenquelle: Historisches Gemeindeverzeichnis für Hessen: Die Bevölkerung der Gemeinden 1834 bis 1967. Wiesbaden: Hessisches Statistisches Landesamt, 1968. Weitere Quellen: ; Hessisches Statistisches Informationssystem; Zensus 2011 Nach 1970 einschließlich der im Zuge der Gebietsreform in Hessen eingegliederten Orte. |                                                    |                                                    |                                                    |                                                    |

### Historische Religionszugehörigkeit
| • 1885: | 915 evangelische (= 82,58 %), 5 katholische (= 0,45 %), 18 jüdische (= 16,97 %) Einwohner  |
| • 1961: | 1475 evangelische (= 89,02 %), 163 katholische (= 9,84 %) Einwohner                        |
| • 1987: | 4087 evangelische (= 88,0 %), 383 katholische (= 8,3 %), 172 sonstige (= 3,7 %) Einwohner  |
| • 2011: | 3668 evangelische (= 79,6 %), 378 katholische (= 5,2 %), 563 sonstige (= 12,2 %) Einwohner |

## Politik

### Gemeindevertretung
Die Kommunalwahl am 14. März 2021 lieferte folgendes Ergebnis, in Vergleich gesetzt zu früheren Kommunalwahlen:

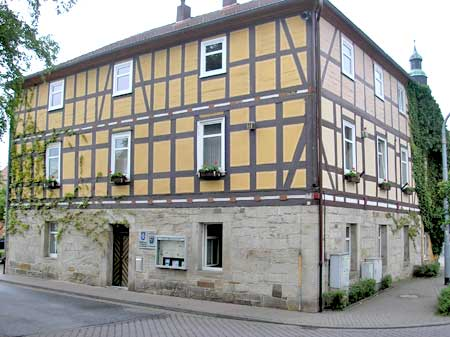
Rathaus Schenklengsfeld

| Sitzverteilung in der Gemeindevertretung 2021Insgesamt 23 Sitze - PARTEI: 3 - SPD: 8 - BGL: 7 - ZuMIT: 5 | Parteien und Wählergemeinschaften | Parteien und Wählergemeinschaften           | % 2021 | Sitze 2021 | % 2016 | Sitze 2016 | % 2011 | Sitze 2011 | % 2006 | Sitze 2006 | % 2001 | Sitze 2001 |
| Sitzverteilung in der Gemeindevertretung 2021Insgesamt 23 Sitze - PARTEI: 3 - SPD: 8 - BGL: 7 - ZuMIT: 5 | SPD                               | Sozialdemokratische Partei Deutschlands     | 36,3   | 8          | 46,8   | 11         | 49,5   | 11         | 50,5   | 12         | 62,7   | 14         |
| Sitzverteilung in der Gemeindevertretung 2021Insgesamt 23 Sitze - PARTEI: 3 - SPD: 8 - BGL: 7 - ZuMIT: 5 | BGL                               | Die Bürgerliste                             | 28,8   | 7          | 53,2   | 12         | 42,4   | 10         | —      | —          | —      | —          |
| Sitzverteilung in der Gemeindevertretung 2021Insgesamt 23 Sitze - PARTEI: 3 - SPD: 8 - BGL: 7 - ZuMIT: 5 | ZuMIT                             | Zukunft Miteinander                         | 23,4   | 5          | —      | —          | —      | —          | —      | —          | –      | –          |
| Sitzverteilung in der Gemeindevertretung 2021Insgesamt 23 Sitze - PARTEI: 3 - SPD: 8 - BGL: 7 - ZuMIT: 5 | PARTEI                            | Die PARTEI                                  | 11,6   | 3          | —      | —          | —      | —          | —      | —          | –      | –          |
| Sitzverteilung in der Gemeindevertretung 2021Insgesamt 23 Sitze - PARTEI: 3 - SPD: 8 - BGL: 7 - ZuMIT: 5 | GRÜNE                             | Bündnis 90/Die Grünen                       | —      | —          | —      | —          | 8,1    | 2          | —      | —          | —      | —          |
| Sitzverteilung in der Gemeindevertretung 2021Insgesamt 23 Sitze - PARTEI: 3 - SPD: 8 - BGL: 7 - ZuMIT: 5 | CDU                               | Christlich Demokratische Union Deutschlands | —      | —          | —      | —          | —      | —          | 38,2   | 9          | 27,1   | 6          |
| Sitzverteilung in der Gemeindevertretung 2021Insgesamt 23 Sitze - PARTEI: 3 - SPD: 8 - BGL: 7 - ZuMIT: 5 | FDP                               | Freie Demokratische Partei                  | —      | —          | —      | —          | –      | –          | 5,0    | 1          | 3,5    | 1          |
| Sitzverteilung in der Gemeindevertretung 2021Insgesamt 23 Sitze - PARTEI: 3 - SPD: 8 - BGL: 7 - ZuMIT: 5 | FWG                               | Freie Wählergemeinschaft Schenklengsfeld    | —      | —          | —      | —          | —      | —          | 6,4    | 1          | —      | —          |
| Sitzverteilung in der Gemeindevertretung 2021Insgesamt 23 Sitze - PARTEI: 3 - SPD: 8 - BGL: 7 - ZuMIT: 5 | FWG-Wipp.                         | Freie Wählergemeinschaft Wippershain        | —      | —          | —      | —          | —      | —          | —      | —          | 6,6    | 2          |
| Sitzverteilung in der Gemeindevertretung 2021Insgesamt 23 Sitze - PARTEI: 3 - SPD: 8 - BGL: 7 - ZuMIT: 5 | gesamt                            | gesamt                                      | 100,0  | 23         | 100,0  | 23         | 100,0  | 23         | 100,0  | 23         | 100,0  | 23         |
| Sitzverteilung in der Gemeindevertretung 2021Insgesamt 23 Sitze - PARTEI: 3 - SPD: 8 - BGL: 7 - ZuMIT: 5 | Wahlbeteiligung in %              | Wahlbeteiligung in %                        | 66,3   | 66,3       | 63,4   | 63,4       | 63,2   | 63,2       | 64,9   | 64,9       | 65,7   | 65,7       |

### Bürgermeister
Nach der hessischen Kommunalverfassung wird der Bürgermeister für eine sechsjährige Amtszeit gewählt, seit dem Jahr 1993 in einer Direktwahl, und ist Vorsitzender des Gemeindevorstands, dem in der Gemeinde Schenklengsfeld neben dem Bürgermeister ehrenamtlich ein Erster Beigeordneter und sechs weitere Beigeordnete angehören. Bürgermeister ist seit dem 1. Mai 2024 Andre Wenzel (BL). Er setzte sich am 8. Oktober 2023 im ersten Wahlgang gegen Amtsinhaber Carl Christoph Möller (SPD), der sich um eine zweite Amtszeit beworben hatte, bei 78,41 Prozent Wahlbeteiligung mit 70,15 Prozent der Stimmen durch.
Amtszeiten der Bürgermeister
- 2024–2030 Andre Wenzel (Die Bürgerliste)[23]
- 2018–2024 Carl Christoph Möller (SPD)[26]
- 2006–2018 Stefan Gensler (CDU)[27]
- 1976–2006 Horst Hannich (SPD)[28]

## Ortsbeirat
Für den Ortsteil Schenklengsfeld besteht ein Ortsbezirk (Gebiete der ehemaligen Gemeinden Schenklengsfeld und Lampertsfeld) mit Ortsbeirat und Ortsvorsteher nach der Hessischen Gemeindeordnung. Der Ortsbeirat besteht aus neuen Mitgliedern. Bei Kommunalwahlen in Hessen 2021 lag die Wahlbeteiligung zum Ortsbeirat bei 58,41 %. Alle Kandidaten gehören der „Gemeinschaftsliste“ an. Der Ortsbeirat wählte Thilo Weimar zum Ortsvorsteher.

### Wappen
| Wappen von Schenklengsfeld | Blasonierung: „In Silber ein gespaltener grüner Lindenzweig, rechts oben begleitet von einem roten Tatzenkreuz.“ |
| Wappen von Schenklengsfeld | Das Wappen wurde am 14. März 1955 durch das Hessische Innenministerium genehmigt.                                |

## Kultur und Sehenswürdigkeiten

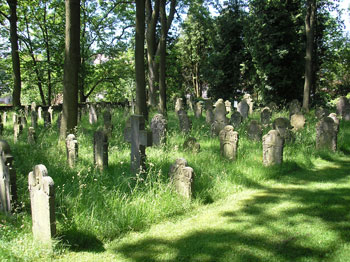
Der historische Friedhof mit seinen rund 270 Grabsteinen aus dem 17. bis 19. Jahrhundert zeigt eine einmalige Begräbniskultur der Region

Für die unter Denkmalschutz stehenden Kulturdenkmale der Gemeinde siehe die Liste der Kulturdenkmäler in Schenklengsfeld.

### Museen
Das Judaica-Museum gibt es seit 1999 in Schenklengsfeld. Es wurde im ehemaligen Lehrerwohnhaus der jüdischen Gemeinde von Schenklengsfeld als Erinnerungs- und Gedenkstätte eingerichtet. Das 1912 von der jüdischen Gemeinde erbaute Wohnhaus wurde von 1996 bis 1999 vom eigens gegründeten Förderkreis Jüdisches Lehrerhaus Schenklengsfeld e. V. komplett saniert und enthält neben zwei Wohnungen in den Obergeschossen im Erdgeschoss einen Seminarraum mit Fachbibliothek und einen Ausstellungsraum mit Exponaten zu Religion und Geschichte der jüdischen Minderheit von Schenklengsfeld. Sie machte 1925 mit 149 Seelen rund 13 % der Bevölkerung aus. Im Ort gab es eine Synagoge, eine jüdische Volksschule und es gibt noch den sehenswerten jüdischen Friedhof. Die letzten Juden verließen im Sommer 1940 den Ort. Die Gemeinde hat insgesamt 22 Holocaust-Opfer zu beklagen, für die im November 1988 ein Gedenkstein auf dem jüdischen Friedhof errichtet wurde.

### Bauwerke
- Burgruine Landeck auf dem Landecker Berg (Anfang des 12. Jahrhunderts durch die Äbte des Klosters in Hersfeld errichtet und im Bauernkrieg zerstört)
- Mauritiuskirche, evangelische Mutterkirche des Kirchspiels Schenklengsfeld. Turmbau aus dem 12. Jahrhundert und Kirchenschiff von 1736/40. Der barocke Turmhelm wurde 1822 aufgesetzt.
- Historischer Schenklengsfelder Friedhof und jüdischer Friedhof (Schenklengsfeld hatte bis 1933 eine größere selbstständige jüdische Gemeinde)
- Bahnstrecke der ehemaligen Hersfelder Kreisbahn

### Naturdenkmäler

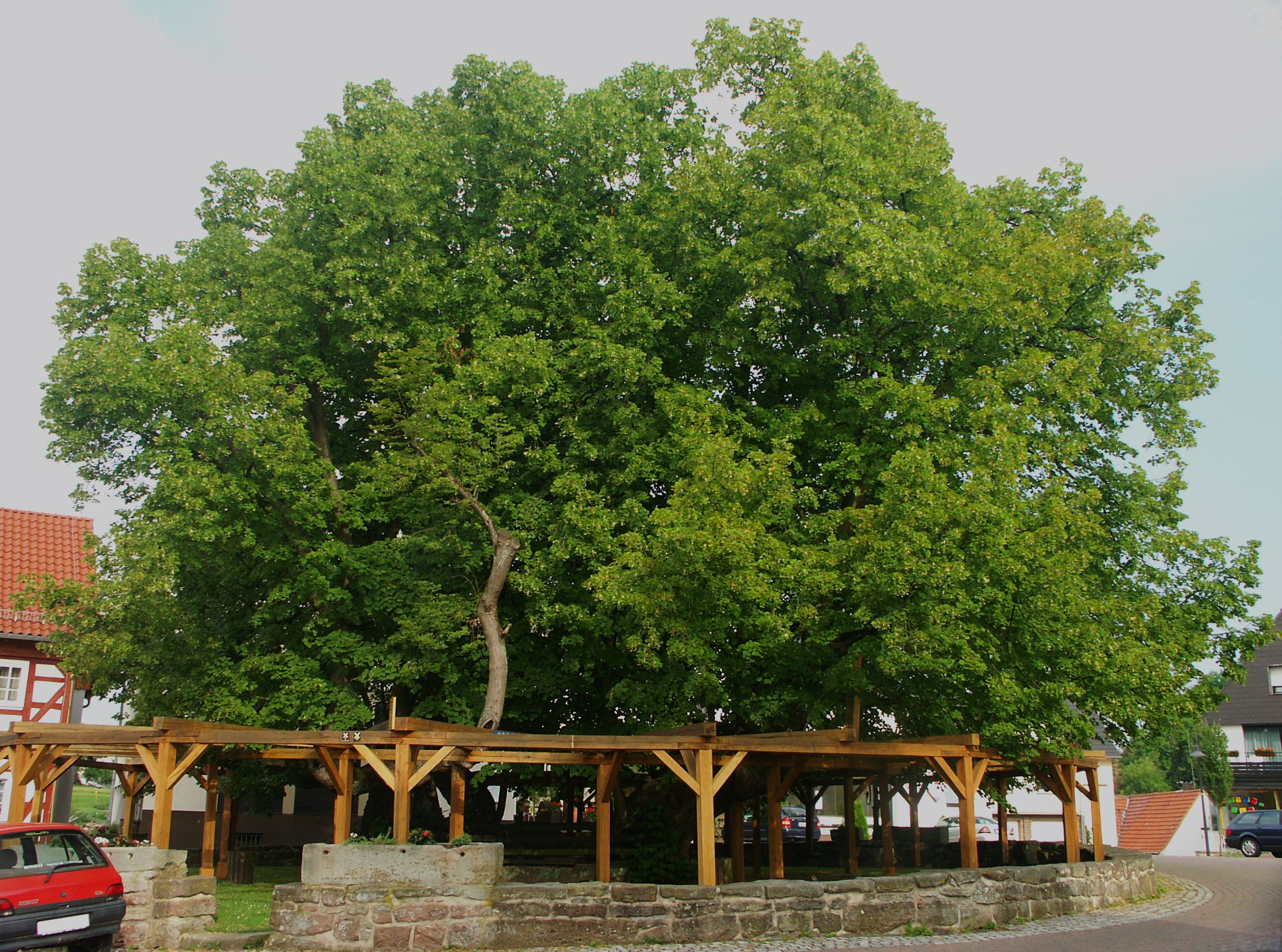
Die über 1000 Jahre alte Sommerlinde

Eine über 1000-jährige Linde auf dem ehemaligen Marktplatz. Laut der ARD-Sendung Deutschlands älteste Bäume, die am 23. April 2007 erstmals ausgestrahlt wurde, ist die Linde mit vermuteten 1120 Jahren der älteste Baum in Deutschland.

### Regelmäßige Veranstaltungen
- Wandermarkt der Gemeinden (ehemals Kuppenrhöner Landmarkt)[33]
- Lindenblütenfest an der Linde (jedes zweite Jahr an einem Wochenende im Juni)
- Abend unter der Linde (jedes zweite Jahr im Wechsel mit dem Lindenblütenfest)
- Kirmes in Schenklengsfeld (jedes Jahr Juli/August)
- Dorfabend der Trachten- und Volkstanzgruppe Schenklengsfeld im Bürgerhaus Schenklengsfeld (jedes Jahr an einem Samstag und Sonntag im November)

## Wirtschaft und Infrastruktur

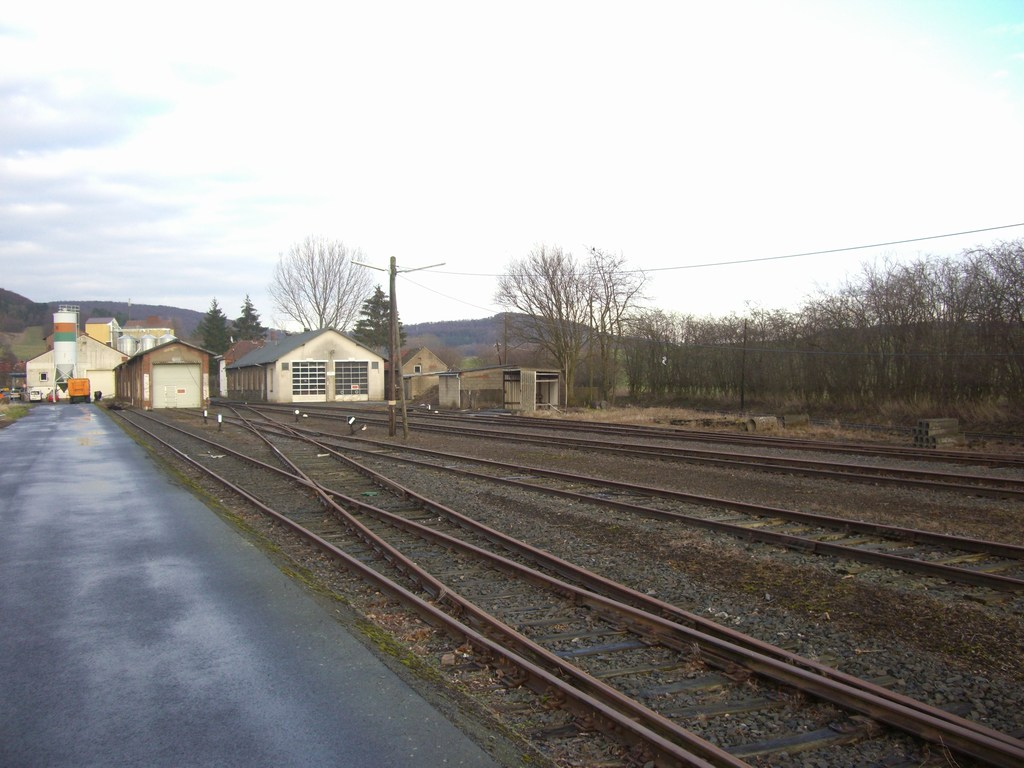
Ehemaliger Eisenbahnbetriebshof Schenklengsfeld der Hersfelder Kreisbahn (2007)

### Verkehr
Schenklengsfeld ist an das überregionale Verkehrsnetz über verschiedene Landstraßen angeschlossen. Sie stellen vor allem die Verbindung an die Bundesstraße 62 her, die nördlich an der Gemeinde vorbeiführt.
Der öffentliche Personennahverkehr erfolgt durch die ÜWAG Bus GmbH mit der Linie 340 und 345.
Die Bahnstrecke Bad Hersfeld–Heimboldshausen ist stillgelegt und von Bad Hersfeld bis zur Brücke kurz vor dem Bahnhof Schenklengsfeld entwidmet. Die Gleise sind abgebaut und mit dem Solztalradweg überbaut. Von Schenklengsfeld bis Heimboldshausen liegen die Gleise noch. Die Interessengemeinschaft Kreisbahn Hersfeld-Heimboldshausen hat sich zur Aufgabe gemacht, die Bahnstrecke zu erhalten.
Der Solztalradweg, inzwischen Teil des Bahnradwegs Hessen, führt von Hanau auf ehemaligen Bahntrassen circa 250 km durch den Vogelsberg und die Rhön und endet in Bad Hersfeld.

### Sonstige Einrichtungen
Im Ort gibt es ein Bürgerhaus, welches auch die Großsporthalle der Gemeinde beinhaltet. Seit 2010 hat Schenklengsfeld  einen Radiosender namens Radio Landeck.

## Persönlichkeiten
In Schenklengsfeld geboren
- Gustav Altmöller (1704–1772), Maler
- Magnus Weinberg (1867–1943), Rabbiner in Sulzbürg, Neumarkt, Regensburg und Würzburg
- Wilhelm Luther (1910–1976), Klassischer Philologe und Fachdidaktiker, im Ortsteil Erdmannrode geboren
- Wilhelm Martin Luther (1912–1962), Bibliothekar, Bibliotheksdirektor und Musikwissenschaftler, im Ortsteil Erdmannrode geboren
- Reinhard Ries (* 1956), Architekt und Leiter der Feuerwehr Frankfurt am Main

In Schenklengsfeld gewirkt
- Antje Brüggemann-Breckwoldt (1941–2023), Bildende Künstlerin und Keramikerin

Bekannte Einwohner
- Tanja Hartdegen (* 1970), Politikerin (SPD)